# Hak Ja Han
Hak Ja Han Moon ( 한학자 (en hanja, 韓鶴子); nacida el 10 de febrero de 1943  (6 de enero de 1943, calendario lunar) es una líder religiosa surcoreana.   Su difunto esposo Sun Myung Moon fue el fundador de la Iglesia de la Unificación. Han y Moon contraeron matrimonio en abril de 1960 y tienen 10 hijos vivos y más de 30 nietos.  

## Vida personal y familiar.
Han, cuya madre luego se convirtió en seguidora de Sun Myung Moon, nació el 6 de enero de 1943 (calendario lunar) Han asistió a una escuela secundaria para niñas en Corea, pero no continuó en la universidad. Habla japonés e inglés además de coreano.En abril de 1960, a la edad de 17 años, Han, para entonces miembro de la Iglesia de la Unificación,  contrajo matrimonio con Moon, de 40 años de edad.   Han tiene 14 hijos, 10 de los cuales aún están vivos, y hasta 2011 tiene 38 nietos. Sus hijos son: 
- Ye Jin Moon (1960; hija);
- Hyo Jin Moon (1962–2008; hijo);
- Hye Jin Moon (1964–1964; hija);
- En Jin Moon (1965; hija);
- Heung Jin Moon (1966–1984; hijo);
- Un Jin Moon (1967; hija);
- Hyun Jin Moon (1969; hijo);
- Kook Jin Moon (1970; hijo);
- Kwon Jin Moon (1970; hijo);
- Sun Jin Moon (1976; hija);
- Joven Jin Moon (1976–1999; hijo);
- Hyung Jin Moon (1979; hijo);
- Yeon Jin Moon (1981; hija);
- Jeung Jin Moon (1982; hija). [6]

El 19 de julio de 2008, Han junto con su marido y otras 14 personas, incluidos varios de sus hijos y nietos, resultaron ligeramente heridos cuando un helicóptero Sikorsky S-92 propiedad del movimiento se estrelló durante un aterrizaje de emergencia y se incendió en Gapyeong .  Han y las otras 15 personas fueron tratadas en el cercano Hospital Cheongshim, afiliado a la Iglesia de la Unificación.

## Papel en la Iglesia de la Unificación
Algunos miembros de la Unificación creen que la boda de Han y Moon estableció un "matrimonio santo" que Jesús no pudo establecer, y también lo consideran un día sagrado, llamado "Día de los Verdaderos Padres",  así como lo que los miembros llaman la " Familia Verdadera ".   Los miembros creen que es el comienzo de una nueva Era del Testamento Completo  y que ha cumplido las Bodas del Cordero profetizadas en el Apocalipsis de Juan . 
Según los miembros de la Iglesia, Han y Moon juntos son los nuevos mesías.  Los Moons son considerados por los miembros como los "Verdaderos Padres" de la humanidad y son dirigidos por sus seguidores como el Verdadero Padre y la Verdadera Madre. Los miembros también se han referido a Han como "la Novia de Cristo "  y la mujer perfecta.  Se la ve dentro de la Iglesia de la Unificación como la Madre de la humanidad, la última elegida de Dios.  Han y Moon también son vistos como ejemplos de la existencia centrada en Dios por los miembros.  En los servicios de la Iglesia, los miembros se inclinan en respeto por Moon y Han, cuando están presentes, y a representaciones de ellos cuando no lo están. 
En 1962, Moon y Han fundaron el Ballet Folclórico Infantil de Corea Little Angels, una compañía de ballet folclórico coreano de niñas destinada a promover una percepción positiva de Corea del Sur. En 1984, Han habló en una conferencia académica patrocinada por la Iglesia de la Unificación en Washington D. C. ante una multitud de 240 personas que incluía profesores de Harvard, Princeton, Stanford, la Universidad de Míchigan y la Sorbona en París . 
En 1993, el senador estadounidense Trent Lott apoyó el proyecto de ley del Día de los Verdaderos Padres en el Senado de EE. UU. y en 1995 el presidente Bill Clinton firmó un proyecto de ley llamado Día de los Padres; Según esta ley, los niños deben honrar a sus padres en este día.  Esto mostró la relación de la Iglesia de la Unificación con los partidos Republicano y Demócrata de Estados Unidos, según los medios de comunicación. En 1993, el senador estadounidense Orrin Hatch presentó a Han ante una multitud en el Capitolio; ella declaró en el evento que ella y Moon son los primeros Verdaderos Padres. Moon estaba en la audiencia viendo su discurso, junto con miembros del Senado y la Cámara de Representantes de los Estados Unidos . 

### Ceremonias de boda

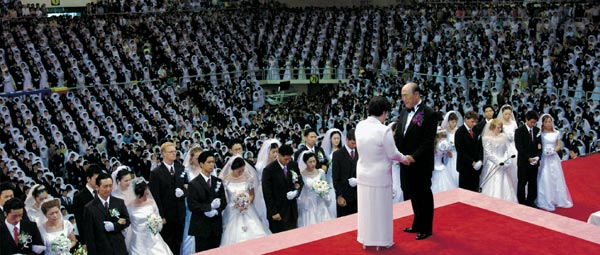
Ceremonia de boda masiva dirigida por Han y Moon.

Han y Moon juntos presidieron las ceremonias nupciales masivas por las que la Iglesia de la Unificación es conocida. En 1997, se pusieron coronas y túnicas con ribetes dorados para dirigir una ceremonia de boda masiva y rededicación matrimonial en Washington D. C. para 20,000 parejas, 2,500 de ellas miembros de la Unificación cuyos matrimonios habían sido arreglados por Moon. Ministros de otras religiones actuaron como "cooficiantes". En 1997, Han presidió con su esposo una ceremonia de afirmación matrimonial para 28,000 parejas, algunas casadas y algunas recién comprometidas, en la ciudad de Nueva York. Durante la ceremonia, Han y Moon rociaron agua bendita sobre las parejas. 

### Federación de Mujeres por la Paz Mundial
En 1992, Han estableció la Federación de Mujeres para la Paz Mundial (FMPM) con el apoyo de muchos miembros de la Iglesia,    y viajó por el mundo hablando en convenciones en su nombre.  El propósito de la WFWP es alentar a las mujeres a trabajar de manera más activa en la promoción de la paz en sus comunidades y en la sociedad en general,  e incluye 143 países miembros.  Han organizó una conferencia en Tokio en 1993, que fue el primer aniversario de la WFWP. EEl orador principal fue Marilyn Tucker Quayle, esposa del ex vicepresidente de los Estados Unidos, Dan Quayle, y en un discurso en el evento, Han habló positivamente del trabajo humanitario de la Sra. Quayle. 
En 1993, Han viajó a 20 ciudades en los Estados Unidos promoviendo la WFWP,  así como a 12 países.  En una parada en Salt Lake City, Utah, comentó a los asistentes: "SSi una familia no está centrada en el ideal de amor de Dios, habrá conflictos entre los miembros de esa familia. Sin el amor de Dios como centro absoluto, tal familia finalmente se desmoronará. Una nación de tales familias también declinará".  Sus discursos de 1993 en los Estados Unidos se centraron en el aumento de la violencia en los Estados Unidos y la degradación de la unidad familiar. 
En 1995, Han habló en un evento de la WFWP en Japón con el expresidente estadounidense, George H.W. Bush. Han habló después del discurso de Bush y elogió a Bush, acreditándolo por la caída del comunismo y diciendo que debe salvar a Estados Unidos de "la destrucción de la familia y la decadencia moral.  

### Federación de Familias para la Paz Mundial
En 1996, Han emprendió una gira mundial, hablando en nombre de la Federación de Familias para la Paz Mundial .     Sus discursos se dieron en ciudades de los Estados Unidos, así como en países como Corea, Japón, Italia y otros 16 países de América del Sur y América Central .  En julio de 1996, habló en la Convención Mundial Inaugural de la Federación Familiar para la Paz Mundial en el Museo Nacional de la Construcción en Washington D. C. .  El discurso de clausura de Han, llamado el "Discurso del Fundador", fue el clímax de los procedimientos.  

### Ceremonia de coronación
El 23 de marzo de 2004, Moon y Han fueron honrados en un banquete de premios de Embajadores de Paz organizado por laFederación Internacional e Interreligiosa para la Paz Mundial (patrocinada por la Iglesia de la Unificación) en un edificio de oficinas federales de los Estados Unidos en Washington D. C.. denominada una ceremonia de "Corona de la Paz". En el evento Moon afirmó que él era el Mesías . Más de 12 legisladores de los Estados Unidos estuvieron presentes. .  

### Federación para la paz universal
En 2006, Han habló en Nueva Zelanda en nombre de la Federación para la Paz Universal y pidió familias tradicionales, tolerancia religiosa e intercultural, y un "túnel de paz" a través del Estrecho de Bering conectando Rusia y los Estados Unidos. En 2019, habló en un mitin en Japón y pidió una mayor comprensión y cooperación entre las naciones del Pacífico.  En 2020, Han habló en un mitin patrocinado por la UPF en persona y virtualmente para la unificación coreana que atrajo a aproximadamente un millón de asistentes. 

### Peace Starts with Me
El Dr. Hak Ja Han es el fundador del movimiento por la paz "Peace Starts with Me" (La paz comienza conmigo).  
Los mítines de Peace Starts with Me son co-patrocinados por la Federación de Familias para la Paz y la Unidad (FFWPU) y la Conferencia de Liderazgo Clerical Estadounidense (ACLC). El primer mitin se llevó a cabo en 2017 en el Madison Square Garden . 

### Rally of Hope
Rally of Hope es una serie de cumbres, reales y virtuales, que comenzaron en agosto de 2020, cuando la pandemia de COVID-19 hizo imposibles las grandes reuniones en persona.   En cada Rally of Hope, líderes mundiales abordaron temas importantes, como la pandemia de COVID-19, la pobreza, la contaminación ambiental, la libertad religiosa, el homenaje a los veteranos de la guerra de Corea y la seguridad internacional. 
El expresidente estadounidense Trump habló sobre la situación de seguridad en la península coreana en el evento del Rally of Hope.  
Ban Ki-moon, ex Secretario General de la ONU, Gingrich, expresidente de la Cámara de Representantes de EE. UU., el expresidente de Senegal Sall, el Primer Ministro de Níger Rafini, el Primer Ministro de Camboya Sen y otros líderes mundiales participaron en el Rally of Hope virtual 2020 titulado ''Rally Mundial de la Esperanza: Construyendo y Renovando Nuestras Naciones en el Mundo Post-Covid-19: Interdependencia, Prosperidad Mutua y Valores Universales'' .   

### Premio de Liderazgo y Buena Gobernanza
Hun Sen, Primer Ministro de Camboya, recibió el Premio de Liderazgo y Buena Gobernanza de la UPF en la 2.ª Cumbre Asia-Pacífico.
Después del discurso de apertura, el premio fue presentado por Han
El Premio de Liderazgo y Buena Gobernanza se otorga a aquellos que demuestran excelencia en liderazgo, junto con principios morales y espirituales.  

### Cumbre Mundial
La Cumbre Mundial 2022 fue patrocinada por la UPF y el Reino de Camboya . La Cumbre reunió a líderes mundiales para discutir la paz en la península de Corea. Hak Ja Han, cofundadora de la UPF, fue la anfitriona de la this change of time is leCumbre Mundial 2022, copresidida por Hun Sen y Ban Ki-moon.  
En la Cumbre Internacional de 2022 organizada por la UPF, los líderes internacionales apoyaron la construcción de la paz global, especialmente en Corea, el derecho a la libertad religiosa y pidieron más educación para los jóvenes en África.
En la Cumbre participaron más de 300 líderes mundiales de más de 150 países, como el presidente senegalés Sali, el presidente nigeriano Buhari, el exvicepresidente estadounidense Pence, el ex primer ministro belga Leterme, el ex primer ministro israelí Olmert, el expresidente de la Comisión Europea Barroso y otros. .
Esta cumbre fue una continuación de la cumbre de febrero y de la "Resolución de Seúl" firmada por el ex Secretario General de la ONU, Ban Ki-moon, y el Primer Ministro camboyano Sen, que pedía la creación de una Corea unida como una nación con dos estados.   

### Little Angels
Little Angels (lit. angelitos) es un grupo de ballet folclórico infantil de prestigio mundial, fundado hace 60 años por el Rev. Dr. Sun Myung Moon y el Dr. Hak Ja Han Moon. 
Los Little Angels actuaron en muchos países del mundo y, entre otros, fueron invitados a actuar en presencia de la reina británica Isabel II.
También ofrecieron una actuación especial para el presidente estadounidense Nixon .   

### Think Tank 2022
En mayo de 2021, líderes y expertos mundiales lanzaron el "Think Tank 2022" con el objetivo de promover la unificación pacífica de la Península de Corea .
Think Tank 2022 es una red global de más de 2000 expertos dedicados a encontrar soluciones prácticas para construir la paz en Corea .
El exsecretario general de la ONU, Ban Ki-moon, presidente de esta nueva iniciativa, agradeció al Dr. Hak Ja Han, a la UPF y a los líderes del Think Tank 2022 por construir una plataforma para promover la paz entre Corea del Sur y Corea del Norte .
El Think Tank 2022 formará grupos de trabajo de expertos conectados con asociaciones internacionales de la UPF y liderará iniciativas de consolidación de la paz como el Parque de la Paz de la ONU en la zona desmilitarizada entre las dos Coreas, la construcción del túnel submarino Corea-Japón, ayudando a reunir a familias coreanas separadas. y otras iniciativas para la paz.   

### Asociación Internacional de Parlamentarios por la Paz
Hak Ja Han fundó la Asociación Internacional de Parlamentarios por la Paz (IAPP) con el objetivo de reunir a parlamentarios de todo el mundo, quienes, junto con representantes de organizaciones religiosas y el sector civil, deben trabajar para construir la paz en el mundo y resolver problemas locales., problemas nacionales y globales.   

### Premio de la Paz Sunhak
El Premio de la Paz Sunhak fue creado por Hak Ja Han para honrar el legado de su difunto esposo, el Reverendo Dr. Sun Myung Moon.
El Premio Sunhak de la Paz no se otorga en función de la popularidad de cada uno, sino de la importante contribución de individuos u organizaciones al ideal de paz, y reconoce y fomenta la innovación en el desarrollo humano, la resolución pacífica de conflictos y la preservación del medio ambiente. 
Los primeros premios Sunhak en 2015 fueron el presidente de Kiribati, Anote Tong, por sus esfuerzos para crear conciencia sobre la importancia del cambio climático, y el investigador indio en acuicultura Modadugu Vijay Gupta.
Entre los galardonados se encuentran la educadora afgana Dra. Sakena Yaccobi   y el proveedor de atención médica internacional Dr. Gino Strada (2017);   y el activista somalí de derechos humanos Waris Dirie   y el líder de desarrollo de África Dr. Akinwumi Ayodeji Adesina (2019).   
En la Cumbre Mundial de 2020 en Corea del Sur, Ban Ki-moon, exsecretario general de las Naciones Unidas, recibió el primer Premio al Fundador del Premio Sunhak de la Paz por su liderazgo en cuestiones ambientales y el establecimiento de los Objetivos de Desarrollo Sostenible. Además, ese año, el obispo luterano Munib A. Younan y el presidente de Senegal, Macky Sall, fueron honrados como Laureados por su trabajo por la paz y la prosperidad en África.  
En la Cumbre Mundial de 2020, el Premio de la Paz Sunhak fue otorgado a la viróloga y profesora de la Universidad de Oxford Sarah Gilbert, y a Gavi, The Vaccine Alliance, por sus contribuciones al desarrollo y distribución de vacunas, especialmente durante la pandemia de COVID-19.  El Primer Ministro camboyano, Hun Sen, recibió el segundo Premio al Fundador del Premio Sunhak de la Paz por sus logros en la construcción de la paz en el mundo. 

### Influencia creciente
En 1992, Moon aumentó la posición de autoridad de Han dentro de la Iglesia de la Unificación y anunció que "la Madre Verdadera fue elevada horizontalmente al nivel del Padre Verdadero".  Hak Ja Han ha sido el sucesor de Moon, designado como líder de la Iglesia de la Unificación desde 1993.   Massimo Introvigne del Centro de Estudios sobre Nuevas Religiones escribe en La Iglesia de la Unificación (2000):
La cuestión de la sucesión adquiere ahora una importancia fundamental. El Reverendo Moon cumplirá ochenta años (según los cálculos coreanos, cumplió ochenta en 1999) en el año 2000. La señora Moon tiene cincuenta y siete años. Desde 1992 ha asumido un papel más visible, particularmente en tres giras mundiales de conferencias en 1992, 1993 y 1999. La señora Moon también ha hablado en el Capitolio, en las Naciones Unidas y en otros parlamentos de todo el mundo. Su relativa juventud y el respeto que le tienen sus miembros pueden ser un punto de estabilidad para el movimiento de Unificación.  
George D. Chryssides predijo, en su libro Explorando nuevas religiones (2001), que Han lideraría la Iglesia de la Unificación y presidiría las ceremonias de Bendición después de la muerte de Moon, ya que entonces ella sería "la Madre Verdadera restante". 
En 2003, más de 8.000 miembros de la Unificación asistieron a una ceremonia en Corea del Sur en la que Han y Moon se volvieron a casar. Se decía que esto era el cumplimiento de la Cena de las Bodas del Cordero, escrita en el Apocalipsis de Juan .  En 2010 , la Radio Pública Nacional informó que los servicios de la Iglesia de la Unificación en los Estados Unidos invocaron el nombre de Han junto con el de Moon en sus saludos de apertura a los feligreses.  Ese mismo año, Forbes informó que Han vivía en Corea del Sur con su esposo mientras sus hijos asumían más responsabilidad por el liderazgo diario de la Iglesia de la Unificación y sus organizaciones afiliadas. 
Después de la muerte de Sun Myung Moon en 2012, Han se convirtió en el líder de la Federación de Familias para la Paz y la Unificación Mundial . Ha enfrentado algunas críticas dentro de la comunidad de la iglesia por su estilo de vida y el gasto del dinero de los miembros.   